# Мишленице
Мишленѝце (на полски: Myślenice) е град в Южна Полша, Малополско войводство. Административен център на Мишленишки окръг, както и на градско-селската Мишленишка община. Заема площ от 30,22 км2. Част е от Краковската агломерация.

## Население
Според данни от полската Централна статистическа служба, към 1 януари 2014 г. населението на града възлиза на 18 365 души. Гъстотата е 608 души/км2.